# Fūfu Ijō, Koibito Miman.
Fūfu Ijō, Koibito Miman. (夫婦以上、恋人未満。?  lit. Más que una pareja, menos que amantes.), también conocida como More Than a Married Couple, But Not Lovers en inglés, es una serie de manga escrita e ilustrada por Yūki Kanamaru. Comenzó su serialización a través de la revista Young Ace de Kadokawa Shōten el 2 de marzo de 2018, y hasta el momento ha sido compilada en nueve volúmenes tankōbon. Una adaptación al anime producida por studio MOTHER se estrenó el 9 de octubre de 2022.

## Sinopsis
Jirō Yakuin, un estudiante de tercer año de preparatoria, espera que su primer amor, Shiori Sakurazaka, se convierta en su compañera de práctica en el programa de «prácticas de matrimonio» (夫婦実習 Fūfu jisshū?). En esta práctica, los estudiantes deben demostrar que tienen las habilidades necesarias para vivir por su cuenta con una pareja del sexo opuesto, al tiempo que deben presentar cierto nivel de armonía dado que son vigilados y calificados.
Desafortunadamente, la casualidad puso a su ser ligeramente sometido a la práctica con la persona más opuesta a él, Akari Watanabe, una gal que encuentra a Jiro repulsivo, quien por su parte, estaba esperando que su enamorado Minami Tenjin se convirtiera en su compañero. Con ambos despechados, su desesperación aumenta cuando descubren que Shiori y Minami fueron asignados juntos, por lo que deciden cooperar para recibir una buena calificación y obtener el derecho de intercambiar parejas.

## Personajes
Jirō Yakuin (薬院 次郎 Yakuin Jirō?)
 Seiyū: Sei'ichirō Yamashita, Erick Padilla (español latino)
El protagonista de la obra. Un estudiante de tercer año de preparatoria. Aunque tiene una personalidad oscura, sigue teniendo sentimientos por su primera pareja amorosa, Shiori. No es bueno con las chicas porque su comportamiento es vulgar además de no saber leer el ambiente, ya que ignora que sus sentimientos por Shiori son correspondidos, y al principio no tenía la intención de hacer la «Prácticas de parejas» y mucho menos con alguien tan opuesto como Akari, aceptando la convivencia con tal de ayudarse mutuamente y poder cambiar de parejas cuando alcancen la oportunidad. Sin embargo, su impresión cambia a medida que ella expresa sus verdaderos sentimientos, debatiéndose entre seguir intentando conquistar a Shiori o quedarse con Akari.
Akari Watanabe (渡辺 星 Watanabe Akari?)
 Seiyū: Saori Ōnishi, Rose Mendoza (español latino)
La protagonista de la obra. Es una chica que se caracteriza por su apariencia de gal. Es optimista pero inexperta en lo que respecta al amor. Siempre estuvo enamorada de Minami y suspiraba incluso con ver su nombre escrito, aceptando convivir con Jirō con tal de ayudarse mutuamente y poder luego estar con sus correspondientes aspiraciones, incluso siendo asertiva con él para ganar puntos. Pero luego de un beso fingido de Jiro, empezó a volverse consciente de él, intensificándose al ir conociéndolo y descubrir su lado amable, creando un conflicto dentro de ella. Al ver que Minami se hacía más lejano, ella se fue enamorando más de Jirō, al punto de no afectarle tanto el rechazo del primero.
Shiori Sakurazaka (桜坂 詩織 Sakurazaka Shiori?)
 Seiyū: Saki Miyashita, Sara García (español latino)
Una estudiante que es compañera de clase de Jiro y Akari. Aunque tiene un sentimiento romántico por su amigo de la infancia Jirō, no habla de eso por miedo al colapso de su relación y sigue teniendo una buena amistad con él. Al comienzo del entrenamiento matrimonial, no podía ganar puntos debido a la tensión que tenía, pero trabajó activamente en una relación pseudomarital con Minami para satisfacer sus sentimientos por Jirō, colaborando ambos para que ella logre cambiar de pareja. Al igual que Jirō, ella ignora que él también esta enamorado de ella, duda que aumenta al verlo tan seguido con Akari.
Minami Tenjin (天神 岬波 Tenjin Minami?)
 Seiyū: Toshiki Masuda, Aldo Ramírez (español latino)
Un estudiante que es compañero de clase de Jirō y Akari. Tiene una buena apariencia que todos en su clase le reconocen, y tiene una personalidad sensible que le permite interactuar con todos sin problemas. En el entrenamiento de pareja, hace pareja con Shiori, y después de conocer sus sentimientos por Jirō, toma una posición cooperativa con ella para ayudarla a acercarse a él. Debido a un trauma con una chica en el pasado, Minami no sabe como encarar un enamoramiento, al punto de rechazar a Akari, además de que era consciente de los crecientes sentimientos de ella por Jirō.
Sadaharu Kamo (加茂 貞春 Kamo Sadaharu?)
 Seiyū: Sho Nogami, Edgar García (español latino)
Un amigo de Jirō. Caracterizado por tener cabello semi largo y usar lentes, se junta con Jirō, con quien tiene un pasatiempo similar antes de la historia principal. En el entrenamiento de la pareja, mientras vive una vida suficiente para graduarse después de dividirla como parte de la clase, vela por la relación romántica de Jirō como su amigo. A veces suele romper la cuarta pared.
Sachi Takamiya (高宮 サチ Takamiya Sachi?)
 Seiyū: Minami Takahashi, Isabella Arellano (español latino)
Es amiga de Akari Watanabe y Natsumi Ōhashi. Al ser la mayor de las tres, actúa como una cariñosa hermana mayor hacia sus amigas.
Natsumi Ōhashi (大橋 ナツミ Ōhashi Natsumi?)
 Seiyū: Azumi Waki, Samantha Montaño (español latino)
Otra amiga de Akari Watanabe y Sachi Takamiya. Está enamorada de un chico de otra escuela. Sorprendentemente, también tiene un lado negativo cuando se trata de amor.
Shū Terafune (寺船 周 Terafune Shū?)
 Seiyū: Shūichi Uchida
Amigo y compañero de trabajo de Minami. Fue emparejado con Mei. Tiene un cierto interés hacia Akari, ya que celebra que Minami no se vea interesado en ella e intenta rivalizar también con Jirō.
Mei Hamano (浜野 めい Hamano Mei?)
 Seiyū: Yui Ogura, Inirida Gómez (español latino)
La mejor amiga de Shiori, a quien sobreprotege mucho. Ella está emparejada con Shū. En realidad está enamorada de Shiori, pero al ver que sus sentimientos no le corresponden, la apoya y aconseja en intentar conquistar a Jirō

## Contenido de la obra

### Manga
Fūfu Ijō, Koibito Miman. es escrito e ilustrado por Yūki Kanamaru. La serie comenzó a serializarse en la revista Young Ace de Kadokawa Shōten el 2 de marzo de 2018. Kadokawa Shōten ha recopilado sus capítulos en volúmenes tankōbon individuales. El primer volumen se publicó el 26 de octubre de 2018, y hasta el momento se han lanzado nueve volúmenes.
| Volúmenes de manga publicados | Volúmenes de manga publicados | Volúmenes de manga publicados |
| Número                        | Fecha de publicación          | ISBN                          |
| ----------------------------- | ----------------------------- | ----------------------------- |
| 1                             | 26 de octubre de 2018         | ISBN 9784041074848            |
| 2                             | 25 de marzo de 2019           | ISBN 9784041080191            |
| 3                             | 25 de septiembre de 2019      | ISBN 9784041085905            |
| 4                             | 3 de abril de 2020            | ISBN 9784041091012            |
| 5                             | 4 de noviembre de 2020        | ISBN 9784041107041            |
| 6                             | 4 de junio de 2021            | ISBN 9784041113646            |
| 7                             | 3 de diciembre de 2021        | ISBN 9784041121139            |
| 8                             | 2 de mayo de 2022             | ISBN 9784041124833            |
| 9                             | 4 de octubre de 2022          | ISBN 9784041129623            |

### Anime
Una adaptación a anime fue anunciada el 22 de noviembre de 2021 por Yūki Kanamaru (autora del manga) en su cuenta de Twitter. La serie es producida por studio MOTHER y dirigida por Junichi Yamamoto, con Takao Kato como director en jefe, Naruhisa Arakawa manejando los guiones de la serie, Chizuru Kobayashi diseñando los personajes y Yuri Habuka componiendo la música. Se estrenó el 9 de octubre de 2022 en AT-X y otros canales. El tema de apertura es «TRUE FOOL LOVE», interpretado por Liyuu, mientras que el tema de cierre es «Stuck on You», interpretado por Nowlu. Crunchyroll obtuvo la licencia de la serie fuera de Asia.
El 4 de octubre de 2022, Crunchyroll anunció que la serie recibió un doblaje en español latino, que se estrenó el 30 de octubre.

## Recepción
En 2020, el manga fue uno de los 50 nominados en los 6° Next Manga Awards.